# Victor Szebehely
Victor G. Szebehely (* 21. August 1921 als Győző Szebehely in Budapest; † 13. September 1997 in Austin, Texas) war ein ungarisch-amerikanischer Ingenieur und Experte für Himmelsmechanik.
Szebehely studierte Maschinenbau und erwarb 1943 ein Diplom in Maschinenbau von der Technischen Hochschule in Budapest, an der er 1946 promoviert wurde mit einer Dissertation in Himmelsmechanik (Dreikörperproblem). Er lehrte 1947 an seiner Alma Mater, ging aber noch im selben Jahr in die USA, wo er zunächst Associate Professor für Angewandte Mechanik am Virginia Polytechnic Institute war. Er war auch zeitweise an der University of Maryland und der George Washington University und wurde 1954 eingebürgert. Im selben Jahr ging er als Wissenschaftler zur US Navy in Washington D. C. an die Schiffsversuchsanstalt David Taylor Model Basin, wo er unter anderem Schiffsdynamik untersuchte (Stampfen von Schiffen) und die entsprechende Abteilung leitete. Seine Untersuchungen waren vor allem für das Verhalten kleinerer Schiffe in schwerer See von Nutzen, so dass er 1956 dafür einen Verdienstorden der niederländischen Marine erhielt und 1957 in den Niederlanden geadelt wurde.
1957 begann seine Arbeit über Raumflugzeug-Dynamik im US-Raumfahrtprogramm, die ihn berühmt machen sollte, insbesondere für die Entwicklung himmelsmechanischer Methoden zur Lösung des eingeschränkten Dreikörperproblems im Apollo-Programm (mit Erde und Mond als großen Körpern und dem Raumfahrtzeug als kleinem). Zunächst war er Manager im Bereich Raumfahrt-Mechanik bei der Raketenabteilung von General Electric nahe Philadelphia. 1963 wurde er Associate Professor für Astronomie an der Yale University. Im Apollo-Programm der NASA war er Teil der Himmelsmechanikgruppe von Dirk Brouwer. 1968 verließ er die Yale University und wurde Professor an der University of Texas at Austin in der Abteilung Flugzeugingenieurswesen und Ingenieursmechanik, der er 1977 bis 1981 vorstand. 1983 erhielt er dort den R. B. Curran Centennial Chair in Ingenieurswesen. Er starb an Krebs in seinem Haus 1997.
Nach Apollo befasste er sich mit Raumfahrtmissionen zu anderen Planeten (in Zusammenarbeit mit dem Jet Propulsion Laboratory und dem Lyndon B. Johnson Space Center der NASA). Sein Buch von 1967 über Himmelsmechanik und speziell das eingeschränkte Dreikörperproblem gilt als Standardwerk.
Er war als Berater gefragt, so vom Raumfahrtkommando der US Air Force, dem Lawrence Berkeley National Laboratory und dem Institute for Defense Analyses.
Szehebely war Fellow des American Institute of Aeronautics and Astronautics und der American Association for the Advancement of Science, war Mitglied der Europäischen Akademie der Wissenschaften und Künste und er war Präsident der Kommission für Himmelsmechanik der International Astronomical Union. 1982 wurde er Mitglied der National Academy of Engineering. 1991 wurde er Ehrendoktor der Eötvös-Loránd-Universität in Budapest. 1997 erhielt er einen Preis der Accademia dei Lincei.
1976 erhielt er als Erster den Brouwer Award der American Astronomical Society (AAS) für Dynamische Astronomie.

## Schriften (Auswahl)
- The theory of orbits: The Restricted Problem of Three Bodies, Academic Press 1967
- Adventures in Celestial Mechanics, University of Texas Press, 1989, 2. Auflage mit Hans Mark 1998

Von ihm stammen rund 200 wissenschaftliche Aufsätze und 18 Bücher als Autor oder Herausgeber.